# غلام علي
غلام علي (3 سبتمبر 1974 - ) هو لاعب كرة قدم إماراتي يلعب كلاعب وسط.

## روابط خارجية
- غلام علي على موقع الاتحاد الدولي (مؤرشف)  (الإنجليزية)
- غلام علي على موقع قاعدة بيانات كرة القدم.إي يو (الإنجليزية)
- غلام علي على موقع عالم كرة القدم.نت (الإنجليزية)